# Stolp Kristal
Stolp Kristal je najvišji razgledni stolp ter hkrati najvišja stavba, ki je odprta za javnost v Sloveniji. Nahaja se v Rogaški Slatini, na nekdanjem degradiranem območju ob vznožju Tržaškega hriba. V pritličju stolpa sta informativna točka in prodajalna, na 96 metrih je kavarna (s tem je stolp Kristal edini razgledni stolp v Sloveniji s kavarno), na 104 metrih pa je najvišja odprta terasa. Do vrha vodi 594 stopnic in dvigalo. Dvigalo doseže kavarno v 35 sekundah. Ciljno število obiskovalcev je 60.000 letno, vendar je obisk po odprtju presegel pričakovanja. Načrtovali so, da bo stolp  v prvih sedmih mesecih obratovanja obiskalo 35.000 ljudi, vendar so že v štirih mesecih od odprtja našteli več kot 40.000 obiskovalcev.
Izgradnja stolpa je pomenila največjo občinsko naložbo v tridesetih letih. Vrednost projekta znaša 5 milijonov €, kar pomeni znatno povečanje stroškov glede na prvotno oceno; ob predstavitvi prve zasnove leta 2019 so ocenili, da bo gradnja stala 2,1 milijona €. K povečanju stroškov gradnje sta doprinesla tako sprememba načrta (sprva sta bili načrtovani na vrhu le dve etaži namesto sedanjih treh, glede na idejno zasnovo se je spremenila  oblika stolpa) kot znatno povečanje cen materialov. Za projekt je Ministrstvo za gospodarski razvoj in tehnologijo prispevalo 2 milijona €, drugo pa občina in donatorji.
Po napovedi gradnje razglednega stolpa v Rogaški Slatini so temu nekateri prebivalci nasprotovali. Na pobudo občanke Eve Žgajner in skupine volivcev so v občini 13. decembra 2020 izvedli referendum o občinskem odloku o gradnji 106 metrov visokega razglednega stolpa. Projektu so očitali slabo izbrano lokacijo, nerealne finančne analize poslovanja in stroškov gradnje ter slabo premišljene vsebine. Referenduma se je udeležilo 40,59 odstotka volivcev in večina je bila za postavitev stolpa Kristal.
Zunanja podoba stolpa in njegovo ime sta poklon steklarski tradiciji Rogaške Slatine. Gradnja stolpa se je začela spomladi leta 2022. Uradno odprtje stolpa je bilo 23. maja 2024.

## Zgodovina
Idejo za izgradnjo novega razglednega stolpa je takratni župan Občine Rogaška Slatina Branko Kidrič predstavil na seji občinskega sveta januarja 2018. Po načrtih naj bi bil zgrajen na lokaciji nekdanje slatinske glasbene šole, ki jo je občina kupila leta 2014. Predstavljena cena projekta je bila takrat 2,1 milijona €. Župan je razgledni stolp označil kot generator dodatnega obiska Rogaške Slatine, ki bi tako povečala obisk svojih namestitev, s tem pa povečala finančne prilive.
Kmalu za tem se je osnovala skupina občanov, ki je izgradnji razglednega stolpa nasprotovala. Glavni očitki so bili predvsem, da je občina večkrat spremenila načrte, med drugim lokacijo, ki da ni najbolj optimalna iz vidika razgleda, prav tako da v bližnji oklici Rogaške Slatine, na Boču in Janini, razgledna stolpa že stojita. Prav tako so občini očitali netransparentnost in nesmotrnost porabe javnih sredstev.
Junija 2018 je Zavod za varstvo kulturne dediščine zavrnil izdajo soglasja za gradnjo stolpa, saj da bi ta kazil veduto Rogaške Slatine. Občina je zato poiskala novo lokacijo na degradiranem območju nekdanjega mizarstva ob Celjski cesti. Ob tem je občina k projektu dodala 140 metrov dolg nadhod Sonce, ki povezuje novo predvideno lokacijo gradnje stolpa in poslovni del mesta onkraj Celjske ceste. Oba projekta bi tako skupaj stala 3,5 milijona €, del denarja bi po navedbah občine prispevali tudi donatorji in država – ta je junija 2020 za nadhod namenila 1,2 milijona € iz sklada za podnebne spremembe. Za nadhod je občina gradbeno dovoljenje pridobila julija 2019. V letu 2020 je občina k načrtom dodala tudi parkirišče P+R, po mnenju nasprotnikov zaradi prijave na razpis Ekosklada. Zaradi težav s pridobivanjem zemljišč je občina nekoliko spremenila potek nadhoda, njegova načrtovana dolžina pa se je podaljšala na 184 metrov.
Maja 2020 je arhitekt Nande Korpnik predstavil novo različico načrtov za 106 metrov visok razgledni stolp s tremi razglednimi etažami. V najnižji bi bila slaščičarna, nato panoramska ploščad, na vrhu pa še pohodna terasa. Občinski svetniki so ob tem kritizirali arhitekturni natečaj, na katerega je prispela le prijava podjetja Ponting. Na seji občinskega sveta septembra 2021 je bila v predlogu načrta razvojnih programov nova predvidena cena gradnje stolpa 3,3 milijona €, zaradi povišanja cen gradbenih materialov. Na javnem razpisu za gradnjo stolpa je bila med le dvema ponudbama najcenejša vredna 3,6 milijona €, kar je ceno projekta nato dvignilo na 3,7 milijona €.
Skupina volivcev je ob tem vložila zahtevo za razpis občinskega referenduma o gradnji razglednega stolpa Kristal. Izveden je bil med pandemijo novega koronavirusa 13. decembra 2021, referendumsko vprašanje pa se je glasilo: »Ali ste za to, da se uveljavi odlok o spremembah in dopolnitvah odloka o občinskem podrobnem prostorskem načrtu za degradirano območje starega mizarstva?«. Udeležilo se ga je 40,59 % volivcev, za gradnjo je glasovala večina oziroma petina vseh volivcev.
17. februarja 2022 je Vlada Republike Slovenije gradnjo stolpa umestila v načrt razvojnih programov 2022–2025 in mu namenila 2 milijona €. 11. aprila 2022 sta župan Branko Kidrič in takratni minister za gospodarski razvoj in tehnologijo Zdravko Počivalšek položila temeljni kamen, ki bi naj bil zgrajen leta 2023. Cena projekta se je nato večkrat povišala, nazadnje oktobra 2023 na 5,068 milijona €, odprtje pa se je zamaknilo na leto 2024. Med gradnjo se je 2. februarja 2023 smrtno ponesrečil delavec.
Stolp Kristal so uradno odprli v četrtek, 23. maja 2024.